# Bulolo
Bulolo est une ville de Papouasie-Nouvelle-Guinée située dans la province de Morobe.